# Камионский, Оскар Исаевич
Оскар Исаевич Камионский (Ошер Исаакович; 18 (30) января 1869, Киев — 15 (28) августа 1917, Ялта) — русский оперный и камерный певец (лирический баритон) и музыкальный педагог. Почётный гражданин.

## Биография
Родился в еврейской купеческой семье. Отец — киевский купец первой гильдии Исаак Ошерович Камионский (1828 — 3 марта 1903) и мать — Нихама Ароновна Камионская (1830 — 7 октября 1896) переехали в Киев из Могилёва. С детства обучался игре на скрипке, с 12 лет участвовал в гимназическом хоре и пел соло (альт). В 1888—1991 годах обучался в Петербургской консерватории (педагоги — К. Эверарди, С. Габель, О. Палечек). Все годы учёбы его поддерживали знаменитые русские музыканты и педагоги: А. Рубинштейн, П. Чайковский, Ф. Блуменфельд, И. Тартаков. По их совету Камионский уехал в Милан совершенствоваться в вокальном искусстве у А. Ронци и Ч. Росси. В 1892 году дебютировал в партии Валентина в Неаполе, где пел в течение года (театр «Беллини», потом выступал также в театре «Сан-Карло»). С неизменным успехом выступал на оперных сценах разных итальянских городов и даже в Греции, в Афинах, в Королевском театре.
С 1893 года, вернувшись в Россию, в течение 20 лет успешно выступал в основном на провинциальных оперных сценах. Время от времени пел в Петербурге («Новая опера», антреприза А. А. Церетели, 1904—1905; Народный дом, 1907) и Москве (Опера С. Зимина, 1905—1908). Гастролировал за рубежом — в Монте-Карло (1907), в Японии (1909), Лондоне (1910), во Франции и Германии.

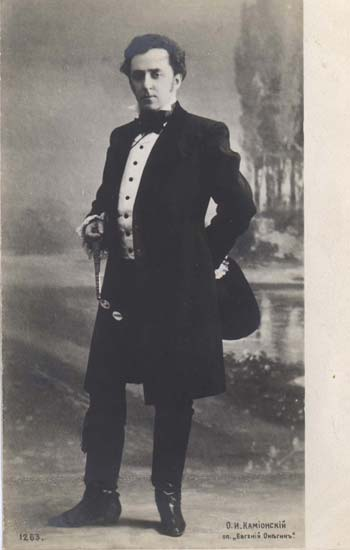
Оскар Камионский — Онегин в опере «Евгений Онегин»

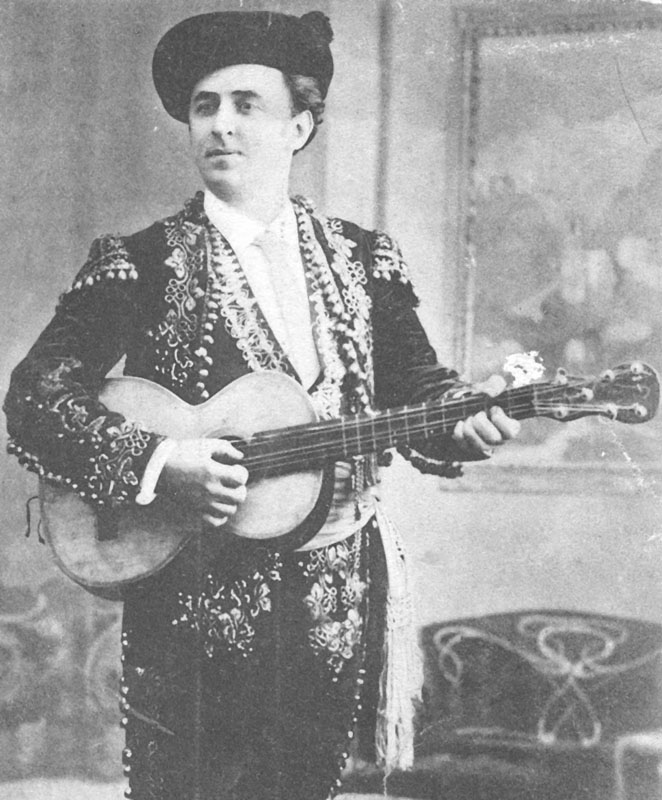
Оскар Камионский — Фигаро в опере «Севильский цирюльник»

Большая русская биографическая энциклопедия пишет о певце: «Обладал небольшим по силе голосом красивого тембра и широкого диапазона. Исполнение отличалось тончайшей музыкальной фразировкой, благородством и изяществом. Владел искусством бельканто и Mezza voce. Уделял большое внимание внешней фактуре образа (грим, костюм, мимика). Репертуар был обширным и разнообразным; особенно певцу удавались партии из итальянской оперной классики (критики называли Камионского „русским Баттистини“)».
Театральная энциклопедия отмечает: «Камионский пользовался широкой популярностью. Он обладал хорошей вокальной школой, голосом широкого диапазона, красивого тембра. Певец исполнял как лирический, так и драматический репертуар, особенный успех имел в партиях, требующих искусства бель канто и мецца воче».
Оперные партии: Смил Клен, 1-й исполнитель («Лесной царь»); Гарин («Каморра»); Грязной («Царская невеста»); Онегин («Евгений Онегин»), Мазепа («Мазепа» П. Чайковского), Фигаро («Севильский цирюльник» Дж. Россини, по отзывам прессы, в этой партии был одним из лучших на русской сцене), Граф ди Луна («Трубадур»), Амонасро, Риголетто, Ренато, Скарпиа («Тоска»), Невер («Гугеноты»), Вольфрам; Демон («Демон» А. Рубинштейна), Елецкий («Пиковая дама»); Дон Жуан («Дон Жуан»). Камерный репертуар включал произведения Бетховена, А. Рубинштейна, Ц. Кюи.
Записал на грампластинки около 400 произведений: в Петербурге («Граммофон», 1900, 1904, 1905, 1911; «Зонофон», 1903; «Пате», 1903, 1911; «Бека», 1905; «Орфеон» (Метрополь Корона), 1911; «Стелла» (РАОГ), 1911; «Анкер-рекорд»), в Тифлисе («Граммофон», 1902), в Киеве («Граммофон», 1902, 1904; «Фаворит», Я4, 1912; «Экстрафон», 1913; «Артистотипия», 1913), в Москве («Граммофон», 1907—10, 1913; «Сирена», 1910), в Берлине (1910), в Варшаве («Сфинкс», 1914). Сохранённые записи находятся в ГЦММК им. М. И. Глинки и ГЦТМ им. А. А. Бахрушина.
В 1904 году преподавал в Киевском музыкально-драматическом училище М. Лесневич-Носовой. В 1915 году оставил сцену.

## Семья
15 апреля 1903 года в Киеве заключил брак с оперной певицей Кларой Исааковной (Хаей-Геней Айзиковной) Брун (1876—1959). Сын Исаак (7 мая 1911, Киев). Семья жила в собственном доме, выстроенном на Мариинско-Благовещенской улице, № 58 по проекту И. А. Зекцера.
Внучатая племянница — переводчица Наталья Оскаровна Камионская.